# Klaus Fröba
Klaus Fröba (Pseudonyme: Andreas Anatol, Christian Carsten, Urban Engel, Matthias Martin, * 9. Oktober 1934 in Ostritz, Oberlausitz) ist ein deutscher Schriftsteller und Übersetzer.

## Leben
Klaus Fröba lebte früher in Külsheim (Tauberfranken); heute ist er ansässig in Rheinbach im Rhein-Sieg-Kreis. Fröba veröffentlichte seit den 1970er Jahren zahlreiche Jugendbücher; in den 1980er Jahren wechselte er zum Kriminalgenre. Daneben übersetzte er Unterhaltungs- und Kriminalromane amerikanischer und britischer Autoren ins Deutsche.

## Werke
- Evas Töchter, Schmiden bei Stuttgart 1957 (unter dem Namen Urban Engel)
- Olympische Liebesspiele, Oldenburg [u. a.] 1968 (unter dem Namen Andreas Anatol)
- Mit Wotan auf der Bärenhaut, Oldenburg [u. a.] 1969 (unter dem Namen Andreas Anatol)
- Bim, Bom und Babette, Düsseldorf 1971 (unter dem Namen Andreas Anatol)
- Der grünkarierte Bogumil, Gütersloh 1971 (unter dem Namen  Andreas Anatol)
- Räuber sind auch Menschen, Göttingen 1971 (unter dem Namen Christian Carsten)
- Der rosarote Omnibus, Göttingen 1972 (unter dem Namen Christian Carsten)
- Das Versteck auf der Schilfinsel, München [u. a.] 1972 (unter dem Namen Matthias Martin)
- Wuhu aus dem großen Nichts, Düsseldorf 1972 (unter dem Namen Andreas Anatol)
- Der arme Ritter Timpel, Göttingen 1973 (unter dem Namen Christian Carsten)
- Biggi, du bist 'ne Motte!, Göttingen 1973 (unter dem Namen Christian Carsten)
- Natascha mit dem roten Hut, Düsseldorf 1973 (unter dem Namen Andreas Anatol)
- Rettet den Gröbensee!, München [u. a.] 1973 (unter dem Namen Matthias Martin)
- Die Pfeffer- und die Salzchinesen, Göttingen 1974 (unter dem Namen Christian Carsten)
- Tommy Tinn forscht um die Wette, München [u. a.] 1974 (unter dem Namen Matthias Martin)
- Tommy Tinn hat neue Pläne, München [u. a.] 1975 (unter dem Namen Matthias Martin)
- Tommy läßt sich nichts gefallen, München [u. a.] 1975 (unter dem Namen Matthias Martin)
- Jan und Jens, München (unter dem Namen Matthias Martin)
  - 1. Auf den Spuren der Autodiebe, 1976
  - 2. Die Klassenfahrt ins Abenteuer, 1976
  - 3. Das Versteck im Moor, 1977
  - 4. Der geheimnisvolle Doppelgänger, 1977
  - 5. Die verschwundenen Engel, 1978
  - 6. Der Schatz der stolzen Raben, 1978
  - 7. Signale aus der Finsternis, 1979
- Die Mädchen von Zimmer 14, Göttingen 1976 (unter dem Namen Christian Carsten)
- Entscheidung am Donnerstag, München [u. a.] 1977 (unter dem Namen Matthias Martin)
- Laßt das mal uns Mädchen machen, Göttingen 1977 (unter dem Namen Christian Carsten)
- Klarer Fall für Petra, Göttingen 1978 (unter dem Namen Christian Carsten)
- Pit Parker, München (unter dem Namen Matthias Martin)
  - Gold am Piratenriff, 1979
  - Wenn die Kobra erwacht, 1979
  - Gefahr in der grünen Hölle, 1980
  - Heiße Fracht aus Hongkong,  1981
  - Gejagt unter glühender Sonne, 1982
- Das Spukhaus im Erlengrund, Stuttgart 1979 (unter dem Namen Andreas Anatol)
- Das Tal der flüsternden Quellen, München [u. a.] 1979 (unter dem Namen Matthias Martin)
- Wenn man erst vierzehn ist, Göttingen 1979 (unter dem Namen Christian Carsten)
- Das Moor der kriechenden Schatten, München [u. a.] 1980 (unter dem Namen Matthias Martin)
- Die Schlucht der heulenden Geister, München [u. a.] 1980 (unter dem Namen Matthias Martin)
- Der Fluch der weißen Träume, München [u. a.] 1981 (unter dem Namen Matthias Martin)
- Die Spur der roten Dämonen, München [u. a.] 1981 (unter dem Namen Matthias Martin)
- Am zweiten Tag begann die Angst, München [u. a.] 1982 (unter dem Namen Matthias Martin)
- Der Clan der schwarzen Masken, München [u. a.] 1982 (unter dem Namen Matthias Martin)
- Ein Traum namens Nadine, Reinbek bei Hamburg 1982 (unter dem Namen Andreas Anatol)
- Rettet den Kattensee!, Göttingen 1983 (unter dem Namen Christian Carsten)
- Das Vermächtnis des Ramón Amador, der von alledem keine Ahnung hatte, Reinbek bei Hamburg 1983 (unter dem Namen Andreas Anatol)
- Nach einem lasterhaften Leben, Reinbek bei Hamburg 1984 (unter dem Namen Andreas Anatol)
- Die verbeulte Erbschaft oder Das Spukhaus, München [u. a.] 1984 (unter dem Namen Matthias Martin)
- Der Schlußstrich, Bergisch Gladbach 1986 (unter dem Namen Matthias Martin)
- Briefe an Hortenbach, Bergisch Gladbach 1987 (unter dem Namen Matthias Martin)
- Kartoffelsalat und kalte Füße oder Die Knatterbande, München 1987 (unter dem Namen Matthias Martin)
- Bläulichs erste Fahrt ins Grüne, Göttingen 1988
- Kinderaugen, Bergisch Gladbach 1988 (unter dem Namen Matthias Martin)
- Säbeltiger und Vampire oder Der verschwundene Geldschein, München 1988 (unter dem Namen Matthias Martin)
- Tinglers letzter Fall, Bergisch Gladbach 1988 (unter dem Namen Matthias Martin)
- Wölfe in Blinding, Frankfurt am Main 1988
- Jasmins Millionen, Bergisch Gladbach 1989 (unter dem Namen Matthias Martin)
- Kaltes Geld, Bergisch Gladbach 1989 (unter dem Namen Matthias Martin)
- Die Ballonpiraten oder Der Engel ohne Zeigefinger, München 1990 (unter dem Namen Matthias Martin)
- Gefahr aus dem Dschungel, München 1991 (unter dem Namen Matthias Martin)
- Gaunerballade, Bergisch Gladbach 1992 (unter dem Namen Matthias Martin)
- Gejagt unter glühender Sonne, München 1992 (unter dem Namen Matthias Martin)
- Mandelküßchen oder Limbachs Kontakte, Bergisch Gladbach 1992
- Blüten für Madame, Bergisch Gladbach 1993 (unter dem Namen Matthias Martin)
- Eisfieber, Bergisch Gladbach 1993 (unter dem Namen Matthias Martin)
- Bandito, München (unter dem Namen Matthias Martin)
  - 1. ... und die lange Drei, 1994
  - 2. ... und die Dame in Blau, 1995
- Drei Gauner in der Falle, München 1994 (unter dem Namen Matthias Martin)

## Übersetzungen
- Keith Baker: Mit kalter Hand, München 2002
- Anne Bilson: Der Nachbar, München 1997
- Enid Blyton: Die Hoppers packt das Reisefieber, München [u. a.] 1978 (übersetzt unter dem Namen Matthias Martin)
- Enid Blyton: Die Hoppers stürmen den Erlenhof, München [u. a.] 1979 (übersetzt unter dem Namen Matthias Martin)
- Gene Brewer: Wie von einem fremden Stern, München 1996
- Jack Curtis: Ruchlos, München 1994
- Jeffery Deaver: Nachtgebet, München 2005
- Jeffery Deaver: Nachts, wenn du nicht schlafen kannst, München 1995
- James Preston Girard: Letzte Meldungen, München 1995
- Tony Hillerman: Geistertänzer, München 1995
- Tony Hillerman: Die Nacht der Skinwalkers, Reinbek 1988
- Tony Hillerman: Das Tabu der Totengeister, Reinbek 1987
- Tony Hillerman: Tod am heiligen Berg, Reinbek 1998
- Anne D. LeClaire: Herr, leite mich in Deiner Gerechtigkeit, Reinbek 1987
- Anne D. LeClaire: Traumriß, Reinbek 1996
- Ira Levin: Sliver, München 1991
- Peter Mayle: Encore Provence, München 1999
- Peter Mayle: Das Leben ist nicht fair, München 1995
- Peter Mayle: Trüffelträume, München 1997
- Val McDermid: Schlußblende, München 1999
- Iain Pears: Die makellose Täuschung, München 2004
- Iain Pears: Scipios Traum, München 2003
- Samantha Phillips: Lady unter Haien, München 1998
- Douglas Preston: Burn case, München 2005
- Douglas Preston: Formula, München 2003
- Douglas Preston: Ice ship, München 2002
- Douglas Preston: Ritual, München 2004
- Jo-Anne Richards: Eine afrikanische Freundschaft, München 1999 (übersetzt zusammen mit Gabriele Fröba)
- John Sanford: Blinde Spiegel, München 1992
- John Sanford: Stumme Opfer, München 1993
- Pete Sansom: Cortex, München 2001
- Schlußplädoyers, München 1997 (übersetzt zusammen mit Brigitte Fröba und Gabriele Fröba)
- Mary-Ann Tirone Smith: American killing, München 2000
- Oliver Stone: Night dream, München 1998
- Pamela Thomas-Graham: Hochmut kommt vor dem Fall, München 2001
- Michael Weaver: Die Lüge, München 1998
- Michael Weaver: Die Stimme deines Mörders, München 1994
- Michael Weaver: Trugbild des Todes, München 1997
- David Wiltse: Der Wille zu töten, München 1993